# Springetts Manor-Yorklyn
Springetts Manor-Yorklyn és una concentració de població designada pel cens dels Estats Units a l'estat de Pennsilvània. Segons el cens del 2000 tenia 4.156 habitants.

## Demografia
Segons el cens del 2000, Springetts Manor-Yorklyn tenia 4.156 habitants, 1.129 habitatges, i 637 famílies. La densitat de població era de 1.395,3 habitants/km².
Dels 1.129 habitatges en un 25,1% hi vivien nens de menys de 18 anys, en un 45,4% hi vivien parelles casades, en un 8,1% dones solteres, i en un 43,5% no eren unitats familiars. En el 36,7% dels habitatges hi vivien persones soles el 20,9% de les quals corresponia a persones de 65 anys o més que vivien soles. El nombre mitjà de persones vivint en cada habitatge era de 2,19 i el nombre mitjà de persones que vivien en cada família era de 2,86.
Per edats la població es repartia de la següent manera: un 13% tenia menys de 18 anys, un 14,1% entre 18 i 24, un 38,4% entre 25 i 44, un 16,6% de 45 a 60 i un 17,9% 65 anys o més.
L'edat mediana era de 37 anys. Per cada 100 dones de 18 o més anys hi havia 154,1 homes.
La renda mediana per habitatge era de 38.563 $ i la renda mediana per família de 56.667 $. Els homes tenien una renda mediana de 26.695 $ mentre que les dones 22.823 $. La renda per capita de la població era de 18.189 $. Entorn del 3,5% de les famílies i el 8,5% de la població estaven per davall del llindar de pobresa.

## Poblacions més properes
El següent diagrama mostra les poblacions més properes.